# 賓厄姆 (緬因州普查規定居民點)
賓厄姆（英語：Bingham）是位於美國緬因州薩默塞特縣的一個普查規定居民點。

## 人口
根據2020年美國人口普查的數據，賓厄姆的面積為5.85平方千米，當中陸地面積為5.85平方千米，而水域面積為0.00平方千米。當地共有人口716人，而人口密度為每平方千米122.39人。